# Рябиков, Василий Михайлович
Васи́лий Миха́йлович Ря́биков (14 января 1907, с. Острецово, Костромская губерния — 19 июля 1974, Москва) — советский государственный деятель, генерал-полковник-инженер (1966). Герой Социалистического Труда (16.09.1945). Лауреат двух Сталинских премий. Член ЦК КПСС (1961—1974, кандидат с 1952). Депутат Верховного Совета СССР 5-9-го созывов. Стал первым кавалером семи, восьми и девяти орденов Ленина.

## Биография
- 1924 — Рабочий текстильной фабрики в Ивановской области. Член ВКП(б) с 1925 года.
- С 1926 — на комсомольской и партийной работе, заведующий отделом и секретарь Родниковского райкома ВЛКСМ (Ивановская область), заведующий отделом Родниковского райкома ВКП(б).
- С 1929 — студент Ленинградского технологического института, с 1930 года в результате реформы высшего образования учился на военно-механическом факультете Ленинградского машиностроительного института — отраслевого вуза Ленинградского политехнического института. 26 марта 1932 года приказом № 61 за подписью директора ЛМСИ Евдокимова переведен в созданный на базе факультета Ленинградский военно-механический институт[3].
- С 1933 — в РККА.
- 1937 — Окончил Военно-морскую академию[2].
- С 1937 — на заводе «Большевик» инженер-конструктор, секретарь парткома, парторг ЦК ВКП(б).
- С 1939 — заместитель, первый зам. наркома, затем министра вооружений.

В годы Великой Отечественной войны проделал большую работу по перебазированию заводов на Восток, налаживанию там производства и увеличению производственных мощностей, освоению новых образцов военной техники. В 1945 году за успешное выполнение заданий правительства по организации производства вооружения, создание и освоение новых образцов боевой техники и обеспечение ими Советской Армии и ВМФ присвоено звание Героя Социалистического Труда.
- С 1950 — начальник Третьего главного управления при Совмине СССР (1950—1953)[4], заместитель министра среднего машиностроения (1953—1955), председатель Специального комитета Совмина СССР (1955—1957), первый заместитель председателя Комиссии Президиума Совмина СССР по военно-промышленным вопросам (1957—1958).
- В 1958—1961 — заместитель председателя Совета Министров РСФСР и Председатель Совета народного хозяйства РСФСР.
- 1961 — Первый заместитель председателя Госплана СССР.
- С 1962 — первый заместитель председателя Совета народного хозяйства СССР.
- С 1965 — вновь первый заместитель председателя Госплана СССР.

Генерал-полковник инженерно-технической службы (07.05.1966).
В 1969 году стал инициатором создания и первым председателем комиссии по бронированию рабочей силы за народным хозяйством при Госплане СССР. Фактически это был орган на базе 1-го отдела Госплана, который согласовывал трудовые (людские) ресурсы между военными и гражданскими нуждами (прежде всего связанные со строительством).

## Награды
- Герой Социалистического Труда (16.09.1945)
- 9 орденов Ленина (8.02.1939, 3.06.1942, 5.08.1944, 16.09.1945, 6.12.1949, 20.04.1956, 16.01.1957, 21.12.1957, 17.06.1961)
- орден Октябрьской Революции (24.04.1971)
- орден Красного Знамени (30.04.1954)
- орден Суворова 2-й степени (18.11.1944)[5]
- 2 ордена Трудового Красного Знамени (28.07.1966, 13.01.1967)
- орден Красной Звезды (20.06.1949)
- медали СССР
- иностранные ордена.
- Сталинская премия (1951, 1953).

## Память

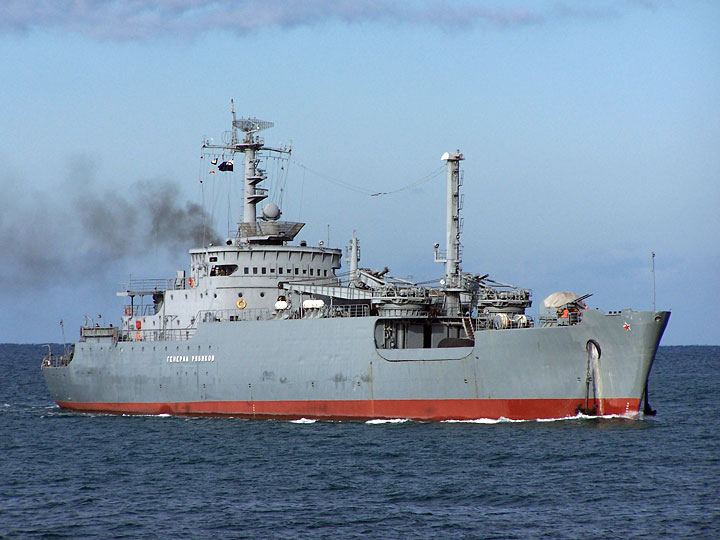
Морской транспорт вооружения Генерал Рябиков

- Морской транспорт вооружения Генерал РябиковИмя было с 1978 по 2020 год присвоено морскому транспорту вооружения «Генерал Рябиков» Черноморского флота Российской Федерации[6].
- Имя присвоено Тульскому машиностроительному заводу.
- В городе Родники в его честь назван микрорайон.
- В селе Острецово Родниковского района установлен памятный знак.
- В Иркутске его именем назван бульвар.